# رگی-ژان پیج
رِگِی-ژان پیج (انگلیسی: Regé-Jean Page؛ زادهٔ ۱۹۸۸ میلادی) بازیگر اهل بریتانیا است.
از آثار بازیگری او می‌توان به فیلم‌های ایتالیانا، کیف سیاه، سیاه‌چال‌ها و اژدهایان، مرد خاکستری و عشق سیلوی اشاره کرد.

## زندگی شخصی
رگی-ژان پیج در خانواده‌ای انگلیسی و یک پرستار زیمبابوه‌ای در لندن، انگلستان متولد شد. او یک برادر به نام توز پیج دارد و زمانی با او در یک گروه موسیقی فعالیت می‌کرد. آنها همچنین به عنوان یک گروه دونفره به نام تونیا با هم کار می‌کردند. او دوران کودکی خود را در زادگاه مادرش، هراره، گذراند و سپس برای تحصیل در دبیرستان به لندن نقل مکان کرد، جایی که به عنوان سرگرمی به بازیگری پرداخت و در کالج فنی شمالی مهندسی صدا خواند. پس از دو سال تست بازیگری، در مرکز درام لندن ثبت نام کرد.
پیج از سال ۲۰۱۹ با امیلی براون در رابطه بوده است.